# Nông nghiệp Ai Cập cổ đại

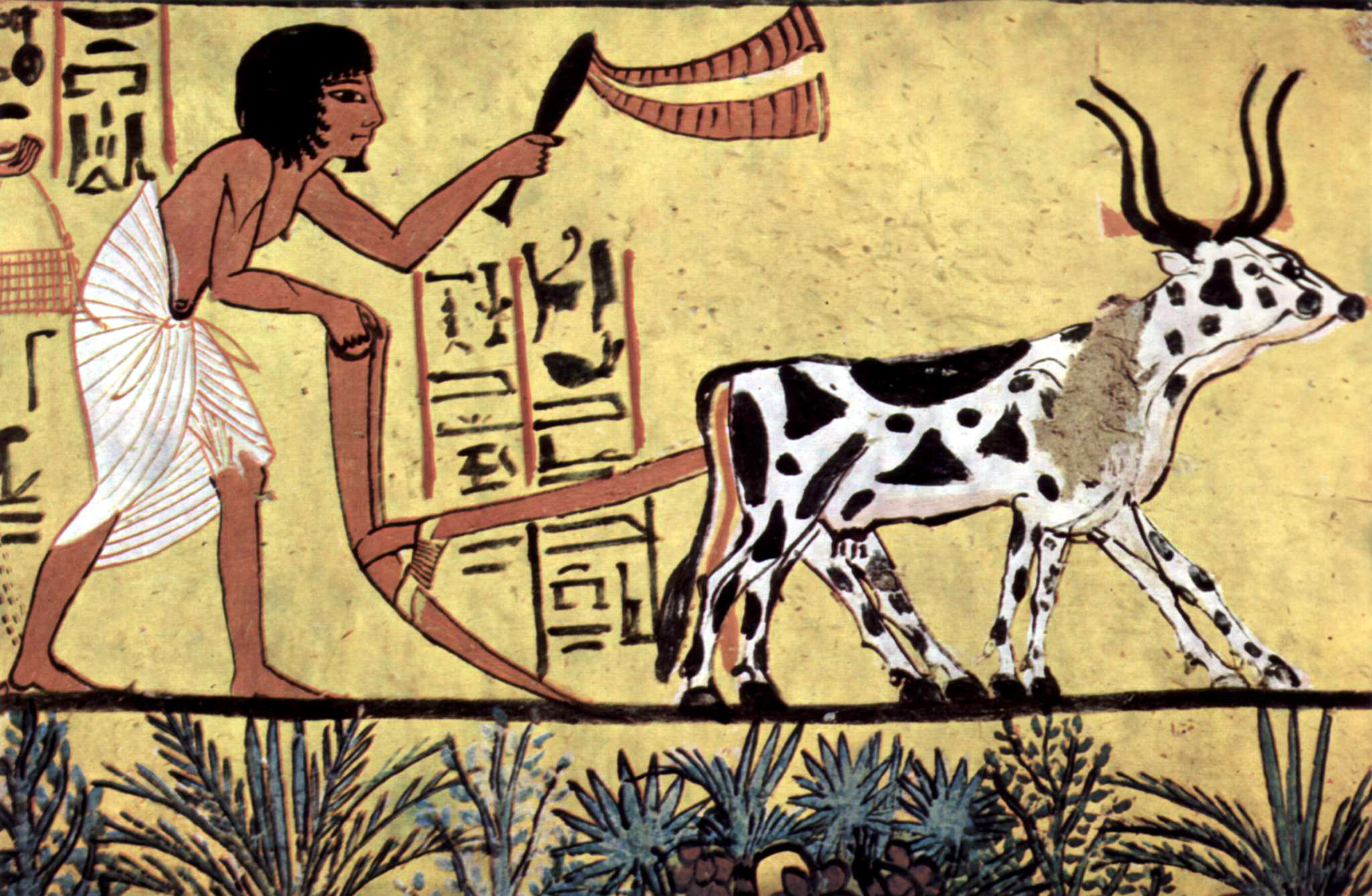
Một người đàn ông đang cày ruộng. Tranh trên tường mộ của Sennedjem (ngôi mộ TT1)

Nền nông nghiệp Ai Cập cổ đại đã phải mang ơn rất lớn từ dòng sông Nin vì đây là nguồn cung cấp phù sa cho những cánh đồng. Người Ai Cập được cho là một trong những nhóm người đầu tiên hoạt động sản xuất nông nghiệp quy mô lớn. Điều này có được là do sự khéo léo trong việc phát triển hệ thống thủy lợi của họ. Nền canh tác của người Ai Cập cho phép họ trồng được những cây lương thực, đặc biệt là các loại ngũ cốc như lúa mì và lúa mạch, và các loại cây công nghiệp, chẳng hạn như lanh và cói.

## Hệ thống canh tác

### Sông Nile và trồng trọt
Sông Nin là một trong những con sông dài nhất thế giới, bắt đầu chảy từ phía bắc hồ Victoria và đổ ra biển Địa Trung Hải. Sông Nile có hai nhánh chính: sông Nin xanh bắt nguồn từ Ethiopia và sông Nin trắng bắt nguồn từ Rwanda. Các chi lưu hợp nhau tại Khartoum và tách nhau một lần nữa khi tới Ai Cập, tạo thành đồng bằng sông Nin.
Người Ai Cập đã sớm dự đoán được chu kỳ của những cơn lũ đến từ sông Nin. Lợi dụng điều này, họ có thể phát triển nông nghiệp và hệ thống tưới tiêu. Mực nước của sông sẽ tăng lên vào khoảng tháng 8 và tháng 9, khiến vùng ven sông và đồng bằng ngập trong biển nước. Cơn lũ này xảy ra hằng năm. Khi lũ rút vào tháng 10, nó sẽ để lại cho người nông dân những mảnh đất đầy phù sa màu mỡ, ruộng đồng cũng được tưới nước đầy đủ. Việc trồng trọt cũng được bắt đầu trở lại, và mùa thu hoạch rơi vào khoảng tháng 3 đến tháng 5. Tuy nhiên, lũ lụt cũng đã phá hủy các con kênh đào được dùng để tưới tiêu, nhưng việc thiếu những cơn lũ này còn nghiêm trọng hơn nạn đói ở Ai Cập.

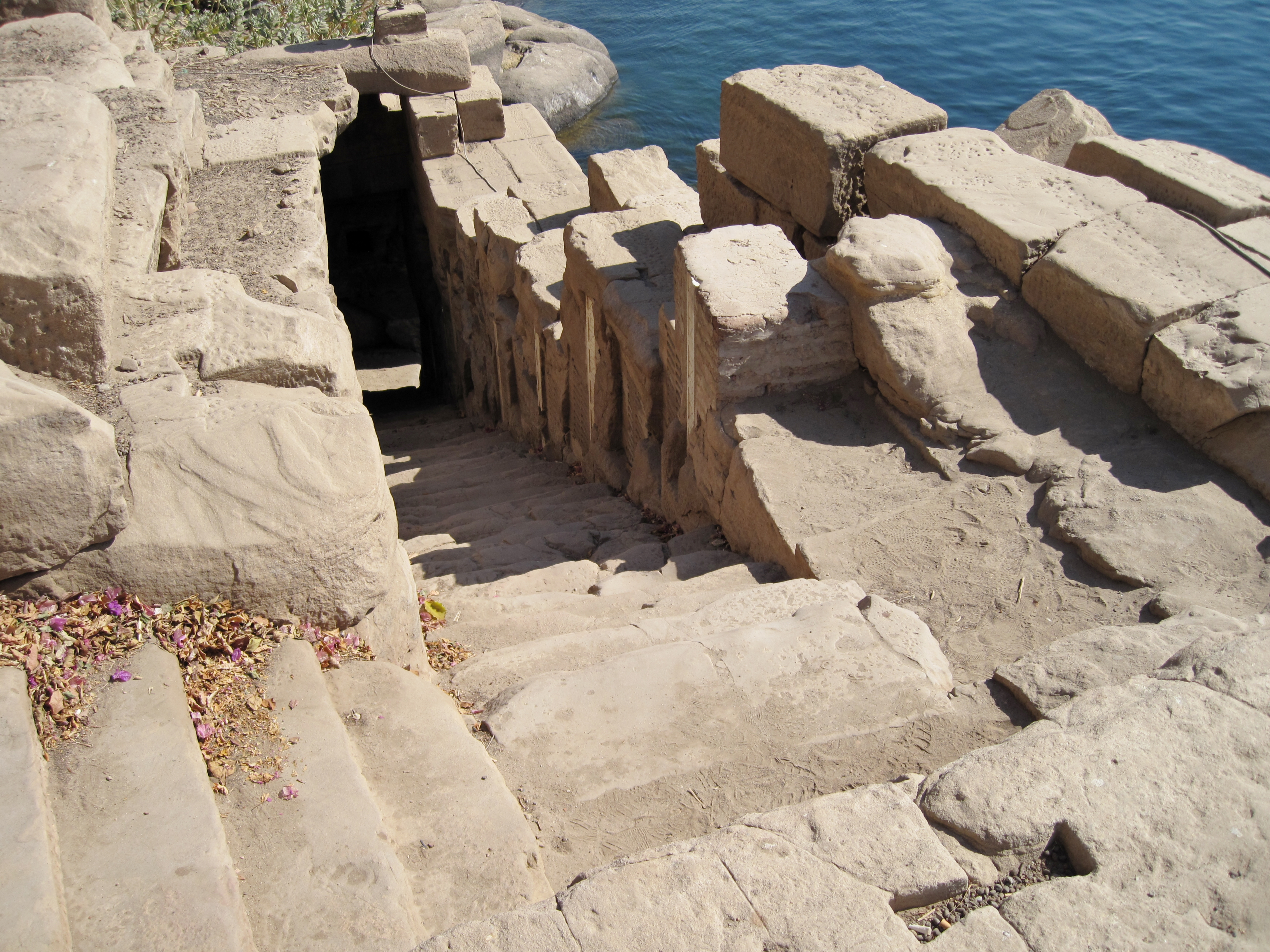
Một hệ thống nilometer tại Aswan

### Hệ thống thủy lợi
Người Ai Cập sử dụng nước của sông Nin cho nhiều mục đích khác nhau. Để tận dụng một cách tốt nhất nguồn nước, họ đã phát triển các hệ thống thủy lợi nhằm mục đích chính là tưới tiêu và kiểm soát các hoạt động nông nghiệp của họ. Nước lũ có thể được chuyển sang hướng khác, như vườn tược, để tránh việc ngập lụt cho một số khu vực nhất định. Hệ thống này cũng được sử dụng để cung cấp nước uống cho người Ai Cập. Nguồn nước không thuộc kiểm soát của chính quyền, mà thuộc về trách nhiệm của những nông dân địa phương.
Những bằng chứng khảo cổ sớm nhất về hệ thống thủy lợi được tìm thấy trên đầu vương trượng của vua Scorpion II, có niên đại vào khoảng năm 3100 TCN. Phần đầu vương trượng mô tả hình ảnh nhà vua đang cầm cuốc đào mương. Sự kết hợp hình ảnh nhà vua với thủy lợi đã nhấn mạnh tầm quan trọng của nguồn nước và nông nghiệp đối với đời sống của cư dân Ai Cập.
Người Ai Cập còn sáng chế ra hệ thống đo mực nước lũ, gọi là nilometer. Hệ thống này cho phép họ quan sát và theo dõi mực nước sông lên xuống hằng ngày. Ít nhất 20 nilometers được đặt cách nhau dọc theo dòng sông, và mức nước lũ được ghi lại trong các cung điện và đền thờ.
Người Ai Cập còn phát minh ra một hệ thống tưới tiêu, gọi là tưới khoanh vùng. Một mạng lưới chằng chịt các bờ tường đắp xung quanh các cánh đồng mà sẽ bị ngập khi lũ lụt xảy ra. Khi lũ đến, nước sẽ được giữ lại trong hệ thống các bức tường. Mạng lưới này sẽ giữ nước lâu hơn và cung cấp nước tưới tiêu cho những vùng đất xung quanh. Khi đất đã được tưới đủ nước, nước lũ còn lại trong hệ thống sẽ được dẫn tới những vùng đất khác.

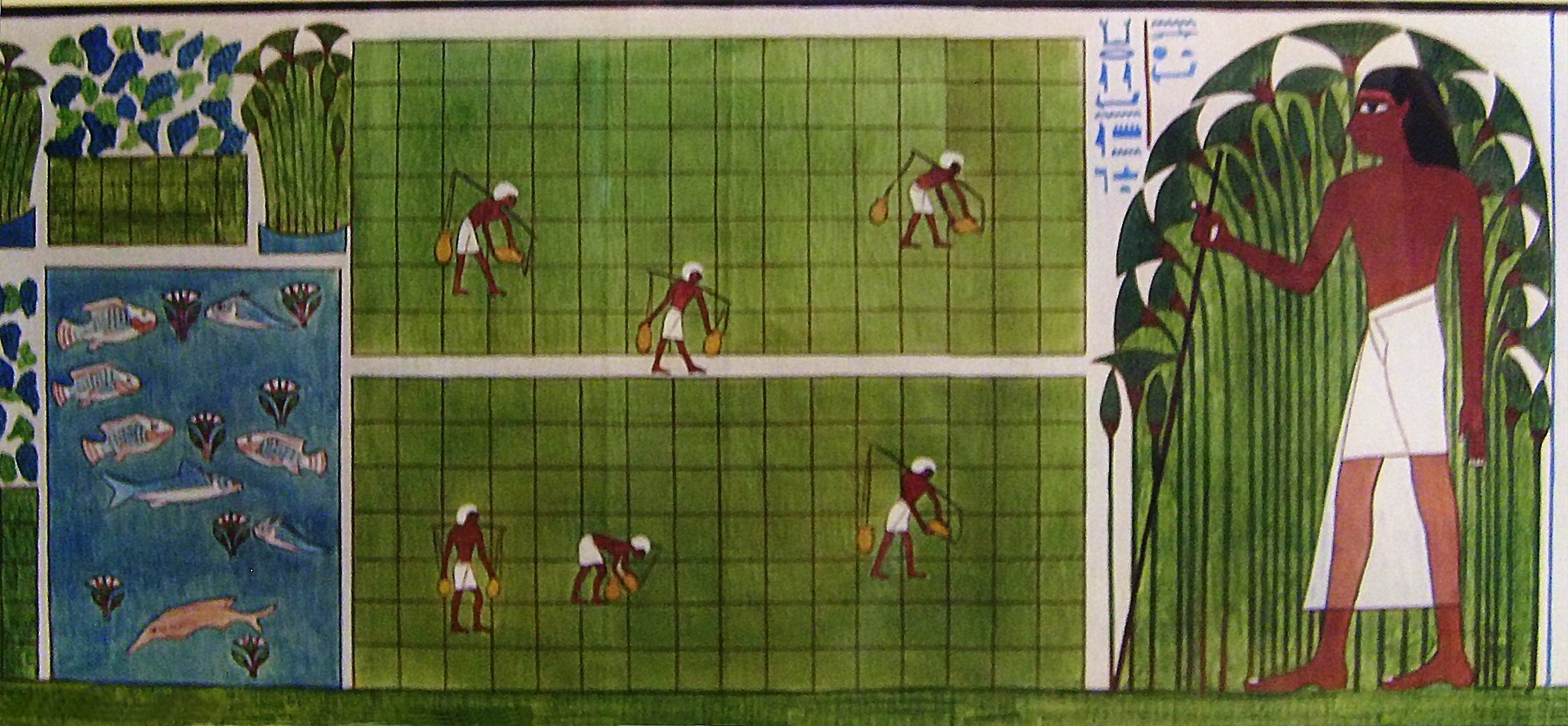
Khu vườn của thần Amun. Tranh trên tường mộ của một trưởng tá điền tên Nakh

### Vườn tược
Những vườn cây được trồng khá xa sông Nin để tránh ngập lụt, vì vậy đòi hỏi nhiều công việc hơn. Vì nằm xa nguồn nước, những người nông dân phải tự xách nước từ sông Nin và các ao giếng. Và cũng vì không nhận được lượng phù sa từ những cơn lũ, đất của vườn cây phải được bón phân. Trong thời đại La Mã cai trị Ai Cập, những nông dân vùng Faiyum đã nuôi chim bồ câu trong vườn để lấy phân của chúng bón cho đất đai. Đất của những khu vườn này rất thích hợp để trồng các loại cây ăn trái và dây leo như nho, dưa hấu, củ cải, rau diếp, hành tây, tỏi tây, thì là, các loại bầu bí và đậu.

## Cây trồng

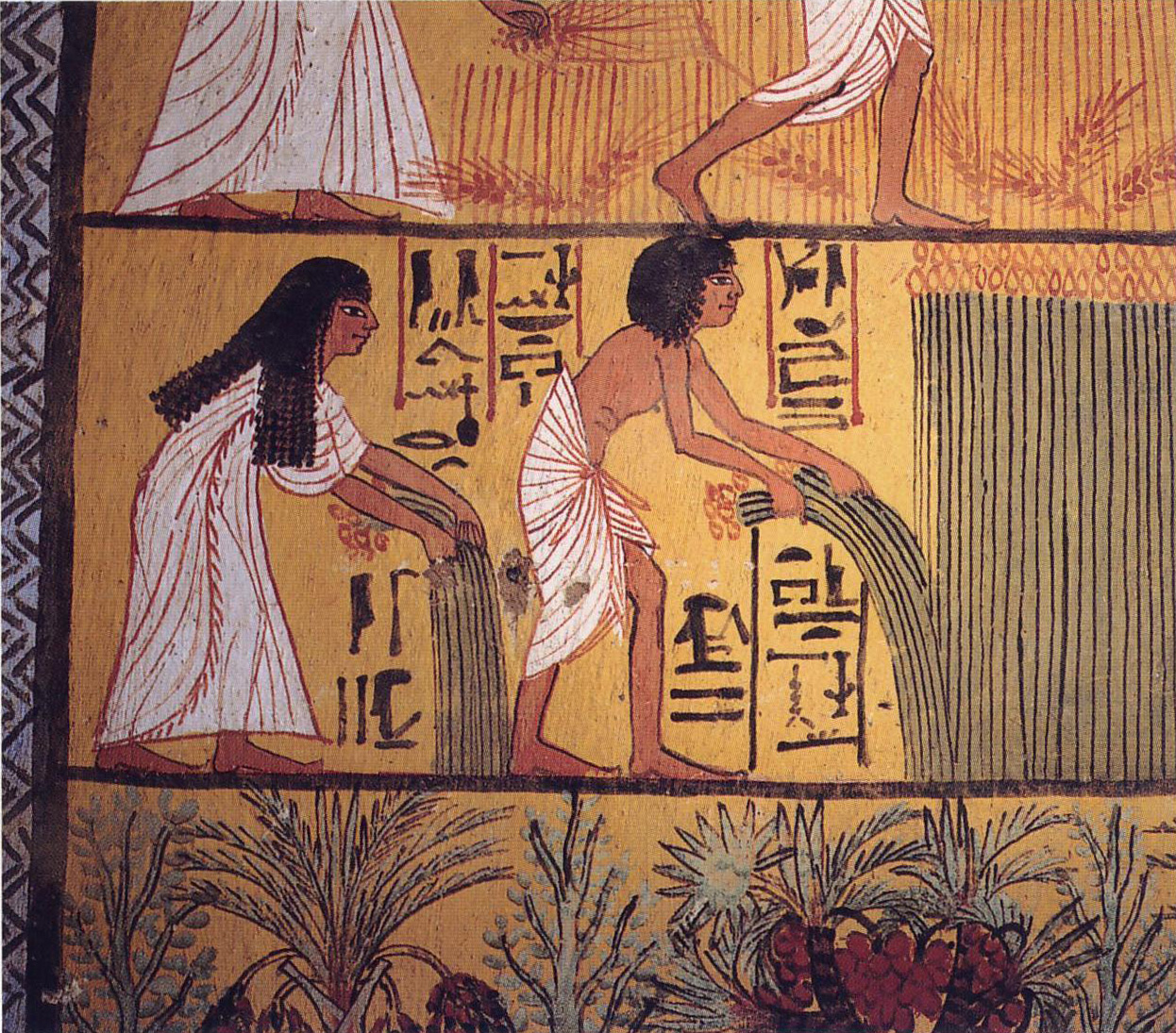
Một cặp vợ chồng đang thu hoạch vụ mùa. Tranh trên tường mộ ở Deir el-Medina

### Cây lương thực
Người Ai Cập đã trồng rất nhiều loại cây, bao gồm ngũ cốc, rau củ và hoa quả. Đối với ngũ cốc, lúa mạch được trồng với mục đích để lên men làm bia, trong khi hai loại lúa mì einkorn và lúa mì nonmer được trồng để lấy bột làm bánh mì. Đối với đậu hạt thì các loại đậu lăng, đậu gà hay đậu răng ngựa được trồng phổ biến. Bên cạnh đó, những rau củ khác cũng thường được trồng trên các cánh đồng là hành tây, tỏi, củ cải, xà lách, rau diếp và mùi tây.
Những giống cây trái bản địa như chà là, nho và dưa hấu được tìm thấy trên khắp Ai Cập từ thời Tiền triều đại (trước khi các vương triều hình thành), cũng như sung dâu, cọ doum, mão gai. Các loại minh quyết, ô liu, táo và lựu thì có mặt trễ hơn, vào thời Tân vương quốc. Dưới thời La Mã - Hy Lạp, đào và lê bắt đầu có mặt.

### Cây công nghiệp

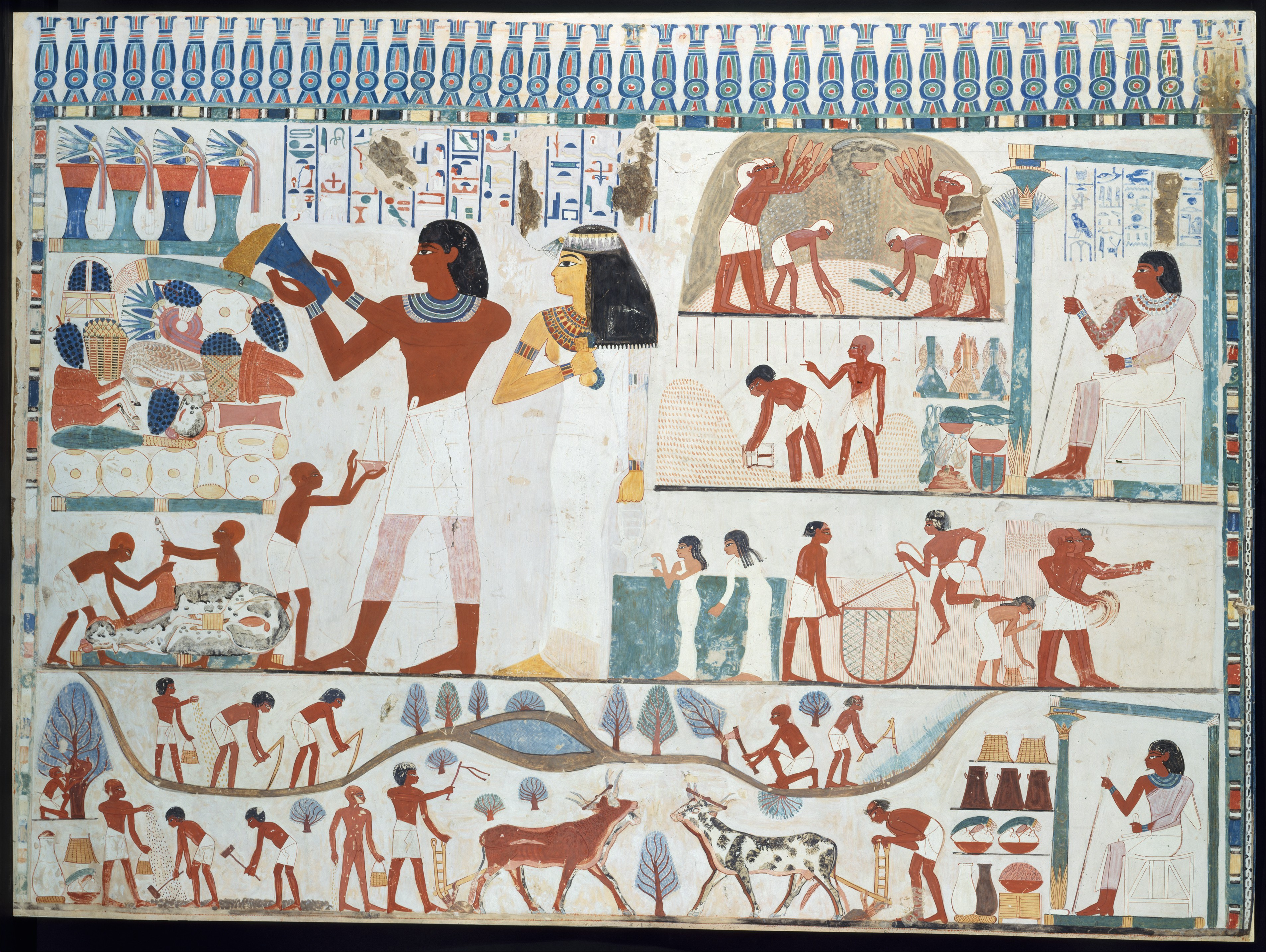
Hoạt động nông nghiệp và thu hoạch, khoảng năm 1400–1390 trước Công nguyên, tranh vẽ trên tường buồng mộ Nakht

Người Ai Cập không chỉ biết sản xuất lương thực mà còn sử dụng cây cỏ vào y học và may mặc. Họ còn sử dụng các thảo mộc để chế tạo mỹ phẩm và thực hiện quá trình ướp xác. Hơn 2000 loài thảo mộc khác nhau đã được tìm thấy trong các ngôi mộ. Cây cói giấy, một loại cây khá linh hoạt, có thể mọc hoang dã và cũng được trồng trọt. Rễ của chúng cũng ăn như rau sống, nhưng loài cây này chủ yếu được dùng để đan thảm, dép, đóng thuyền và làm giấy. Lanh được sử dụng để dệt nên các tấm vải màu trắng rất phổ biến vào thời đó. Cây móng tay được trồng để sản xuất thuốc nhuộm.

## Các vị thần
Hapi là vị thần lũ lụt của sông Nin. Mặc dù ngập lụt rất quan trọng, Hapi không được coi là một vị thần lớn. Không có một đền thờ nào dành cho ông, nhưng Hapi vẫn được cúng tế vào mùa lũ và có những bài thơ ca tụng vị thần này. Một thần nữ khác là Satis, người cai quản sông Nin, cũng được xem là một vị thần của những cơn lũ. Thần chết Osiris cũng gắn liền với sông Nin và sự màu mỡ của đất đai.